# Военврач (фильм)
«Военврач» (фр. Le Toubib) — кинофильм. Экранизация романа Жана Фрестье «Гармония, или ужасы войны».

## Сюжет
Вторая половина XX века. В неназванной стране — европейской либо средиземноморской — идёт война.
Французский доброволец, угрюмый военврач Жан-Мари Депре, переживая уход от него жены, уходит с головой в работу. Но вот он замечает молодую, скромную медсестру Армани, больную неизлечимой болезнью. Влюблённые переживают трогательные отношения, оборвавшиеся трагической гибелью Армани от мины.

## В ролях
- Ален Делон — Жан-Мари Депре
- Вероник Жанно — Армони
- Бернар Жиродо — Франсуа
- Мишель Оклер — шеф
- Катрин Лашан — Зоа
- Бернар Ле Кок — Жером
- Анри Атталь — солдат
- Жан-Пьер Бакри — анестезиолог